# Dicranoptycha mirabilis
Dicranoptycha mirabilis là một loài ruồi trong họ Limoniidae. Chúng phân bố ở miền Cổ bắc.